# Neogoveidae
Famille
Les Neogoveidae sont une famille d'opilions cyphophthalmes. On connaît une quarantaine d'espèces dans onze genres.

## Distribution

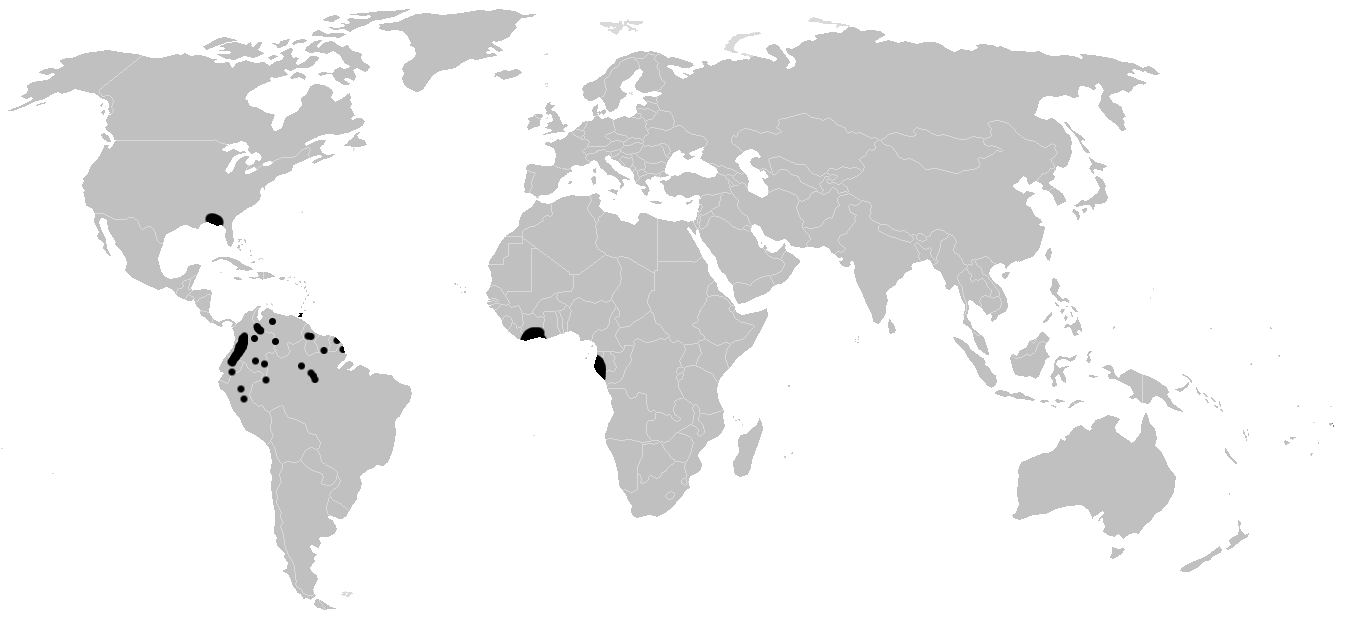
Distribution

Les espèces de cette famille se rencontrent en Amérique et en Afrique.

## Liste des genres
Selon World Catalogue of Opiliones (18/04/2021) :
- Brasiliogovea Martens, 1969
- Canga DaSilva, Pinto-da-Rocha & Giribet, 2010
- Huitaca Shear, 1979
- Leggogovia Benavides & Giribet, 2019
- Metagovea Rosas Costa, 1950
- Metasiro Juberthie, 1960
- Microgovia Benavides, Hormiga & Giribet, 2019
- Neogovea Hinton, 1938
- Parogovia Hansen, 1921
- Tucanogovea Karaman, 2013
- Waiwaigovia Benavides, Hormiga & Giribet, 2019

## Publication originale
- Shear, 1980 : « A review of the Cyphophthalmi of the United States and Mexico, with a proposed reclassification of the suborder (Arachnida, Opiliones). » American Museum Novitates, no 2705, p. 1–34 (texte intégral).